# NGC 749
NGC 749 este o galaxie lenticulară situată în constelația Cuptorul. A fost descoperită în 27 septembrie 1834 de către John Herschel.